# Rıza Çalımbay
Rıza Çalımbay (Sivas, 2 de fevereiro de 1963) é um ex-futebolista e treinador de futebol turco. Atualmente comanda o Sivasspor, em sua segunda passagem pelo clube.

## Carreira como jogador
É um dos maiores ídolos da história do Beşiktaş, onde jogou toda sua carreira, que durou entre 1980 e 1996. Sua estreia como profissional foi aos 17 anos de idade, tendo jogado 494 partidas oficiais pelos Kara Kartallar e fazendo 43 gols (no total, foram 645 partidas e 53 gols), um recorde na história do clube. 
Por sua determinação em campo, recebeu o apelido de Atom Karınca (em turco, Formiga Atômica).

## Carreira de treinador
Depois de sua aposentadoria, realizou cursos de treinador na Inglaterra, voltando em 2001 para comandar o Göztepe. Treinou também Denizlispor, Ankaragücü, Rizespor, Ankaraspor, Eskişehirspor, Sivasspor, Mersin İ.Y., Kasımpaşa, Antalyaspor, Trabzonspor e Konyaspor, onde permaneceu 14 jogos. Ele ainda foi técnico do Beşiktaş em 2005.

## Seleção turca
Çalımbay, que defendeu as equipes de base da Turquia entre 1980 e 1984, jogou pela seleção principal durante 9 anos (1981 a 1992), porém não chegou a disputar nenhum torneio oficial. Esteve perto de jogar a Copa de 1990, porém a Ay Yildiz, que chegou a vencer a Áustria por 3 a 0 na penúltima rodada do grupo 2 das eliminatórias europeias e dependia de outra derrota ou um empate dos rivais para garantir sua classificação, perdeu para a União Soviética por 2 a 0 e viu a Áustria superar a Alemanha Oriental (que também brigava pela vaga), com 3 gols de Toni Polster. 
No total, o meio-campista disputou 38 partidas pela Seleção da Turquia e fez um gol.